# Phreatoasellus kawamurai
Phreatoasellus kawamurai är en kräftdjursart som först beskrevs av Tattersall1921.  Phreatoasellus kawamurai ingår i släktet Phreatoasellus och familjen sötvattensgråsuggor. Inga underarter finns listade i Catalogue of Life.